# Paridris mahadeoensis
Paridris mahadeoensis är en stekelart som beskrevs av Sharma 1978. Paridris mahadeoensis ingår i släktet Paridris och familjen Scelionidae. Inga underarter finns listade i Catalogue of Life.